# یواس‌اس نارکیتا (وای‌تی-۱۳۳)
یواس‌اس نارکیتا (وای‌تی-۱۳۳) (به انگلیسی: USS Narkeeta (YT-133)) یک کشتی بود که طول آن ۱۰۰ فوت (۳۰ متر) بود. این کشتی در سال ۱۹۳۹ ساخته شد.